# Ciclopentano

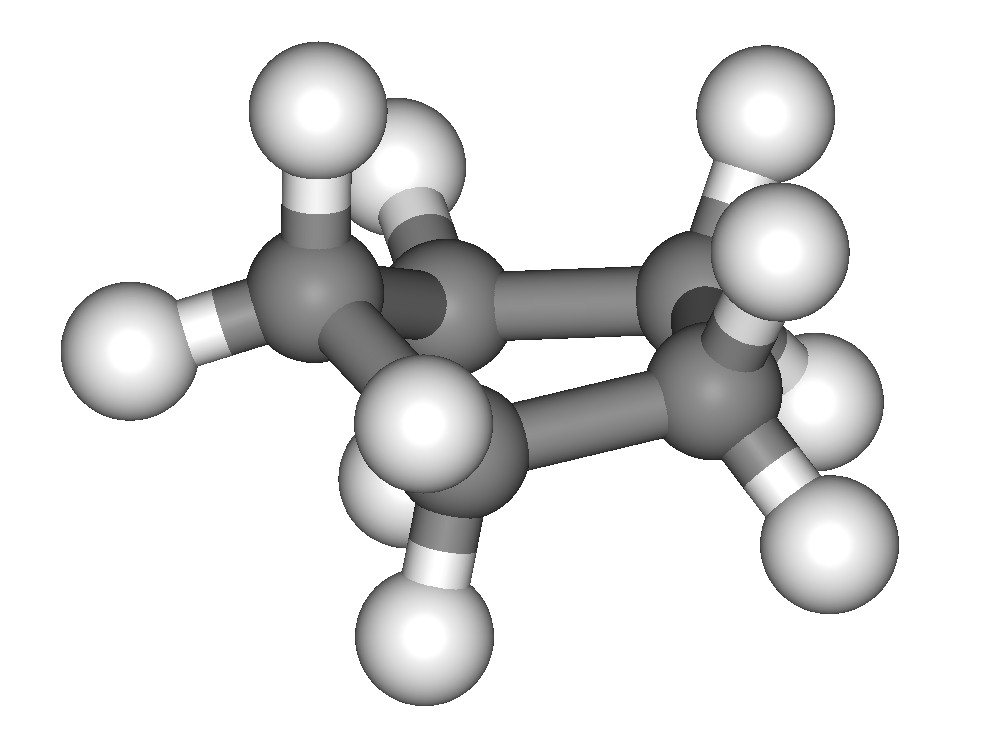
A estrutura típica do ciclopentano é a conformação de "envelope".

O ciclopentano é um hidrocarboneto alicíclico altamente inflamável com fórmula química C5H10 e número CAS 287-92-3, consistindo de um anel com cinco átomos de carbono, cada um ligado a dois átomos de hidrogênio, acima e abaixo do plano. Ele é um líquido incolor com odor de petróleo. Seu ponto de fusão é −94 °C e seu ponto de ebulição é 49 °C.

## Uso industrial
O ciclopentano é usado na manufatura de resinas sintéticas e borrachas adesivas. 